# The Nanny Diaries
The Nanny Diaries är en roman från 2002 av Emma McLaughlin och Nicola Kraus, vilka båda varit barnflickor. Boken  är en sartir över överklasslivet på Manhattan ur barnflickornas perspektiv .
Författarna studerade vid New York Universitys Gallatin School of Individualized Study då de skrev boken. Båda hade varit barnflickor för 30 olika familjer vid Upper East Side, där boken utspelar sig. Som barn levde Kraus vid 1000 Park Avenue.
En filmatisering med Scarlett Johansson, Paul Giamatti, och Laura Linney hade biopremiär i USA den 24 augusti 2007. Den släpptes också som ljudbok, och lästed då av skådespelerskan Julia Roberts.
I augusti 2011 meddelades att Gilmore Girls skapare/producent, Amy Sherman-Palladino börjat spela skapa en TV-serie om Nanny Diaries , producerad av Ryan Seacrest Productions och The Weinstein Company för ABC.
Kraus och McLaughlin slåppte senare uppföljaren Nanny Returns.

### Fotnoter
1. ↑  Megan Masters (10 augusti 2011). ”TVLine Items: TBS Cancels Lopez Tonight, Emeril Spices Up Top Chef, and More”. TVLine.com. Arkiverad från originalet den 12 augusti 2011. https://web.archive.org/web/20110812170453/http://www.tvline.com/2011/08/tvline-items-lopez-tonight-cancelled-emeril-top-chef/. Läst 13 augusti 2011.